# Toney Fontes
Toney Fontes, nome artístico de Marcos Antônio Filgueiras Fontes (Rio de Janeiro, ), é um multi-instrumentista e engenheiro de som brasileiro, também ex-integrante da Comunidade S8.
Na Comunidade S8, Toney gravou guitarras ao lado de Ernani Maldonado. Também engenheiro de som, possui um enorme histórico de mixagens e masterização de discos, especialmente religiosos.
É filho do ex-governador do estado do Rio de Janeiro, Geremias Fontes.

## Discografia
Com a Comunidade S8
Como músico convidado
- 1986: Imenso Amor - Marina de Oliveira (masterização)
- 1993: Basta Querer - Carlinhos Felix (guitarra e mixagem)
- 1994: Marina de Oliveira - Ao Vivo - Marina de Oliveira (mixagem)
- 1995: De Coração - Novo Som (masterização)
- 1995: Momentos Vol.1 - Marina de Oliveira (masterização)
- 1995: Momentos Vol.2 - Marina de Oliveira (masterização)
- 1997: Special Edition - Marina de Oliveira (masterização)
- 1998: Asas da Esperança - Marco Aurélio (guitarra)
- 1998: Noites e Momentos - Sérgio Lopes (masterização)
- 1998: Presente de Deus - Cristina Mel (masterização)
- 1999: Coração Adorador - Marina de Oliveira (masterização)
- 1999: Com Muito Louvor - Cassiane[6] (guitarra)
- 1999: Silêncio Aflito - Shirley Carvalhaes (masterização)
- 2000: Aviva - Marina de Oliveira (masterização)
- 2000: Ninguém Vai Calar Meu Canto - Shirley Carvalhaes (masterização)
- 2001: Yeshua: O Nome Hebraico de Jesus - Sérgio Lopes (supervisão técnica e masterização)
- 2002: Um Novo Cântico - Marina de Oliveira (masterização)
- 2002: Sempre Fiel - Rose Nascimento (masterização)
- 2002: Quebrantado Coração - Fernanda Brum[7] (masterização)
- 2003: Restituição - Toque no Altar (masterização)
- 2003: Sempre Fiel - Ao Vivo - Rose Nascimento (masterização)
- 2004: Conquista - J. Neto (masterização)
- 2004: Renúncia - Chris Durán (masterização)
- 2004: Apocalipse: Cartas às 7 Igrejas - Sérgio Lopes (masterização)
- 2005: Deus de Promessas - Toque no Altar (mixagem e masterização)
- 2005: Recomeçar - Cristina Mel (masterização)
- 2006: Olha pra Mim - Toque no Altar (masterização)
- 2007: Getsêmani - Sérgio Lopes (masterização)
- 2007: Ao Vivo no Japão - Trazendo a Arca (masterização)
- 2008: Deus não Falhará - Davi Sacer (masterização)
- 2009: Pra Tocar no Manto - Trazendo a Arca (masterização)
- 2009: Salmos e Cânticos Espirituais - Trazendo a Arca (masterização)
- 2010: Entre a Fé e a Razão - Trazendo a Arca (masterização)
- 2011: Minhas Canções na Voz dos Melhores - Volume 4 - Vários artistas (masterização)
- 2011: Live in Orlando - Trazendo a Arca (mixagem e masterização)